# Драмска българска община
Драмската българска община е гражданско-църковно сдружение на българите екзархисти в град Драма. Нейно задължение е поддръжката на българските училища, читалища и църкви, както и заплатите на учителите в Драмска каза.

## История
На 20 май 1878 година българската община в Драма се присъединява към прошение до Великите сили с искане за влизане на руски войски в Македония и присъединяването ѝ към Княжество България, подписано за Драма от Печо Хаджиоглу и Алекси Чанов.
Някъде след 1903 година Евгений Рилски е избран за първи екзархийски наместник в град Драма, оглавявайки Драмската българска община. След 1907 година Паисий Пастирев е управляващ Драмската българска епархия, където остава до май 1911 година.
По официални османски данни към 1908 година българската община в Драма се състои от 209 екзархисти, от които 93 постоянни, живеещи в 37 къщи, а останалите външни, работещи в разни дюкяни, фурни и други заведения.